# Mantelaffe

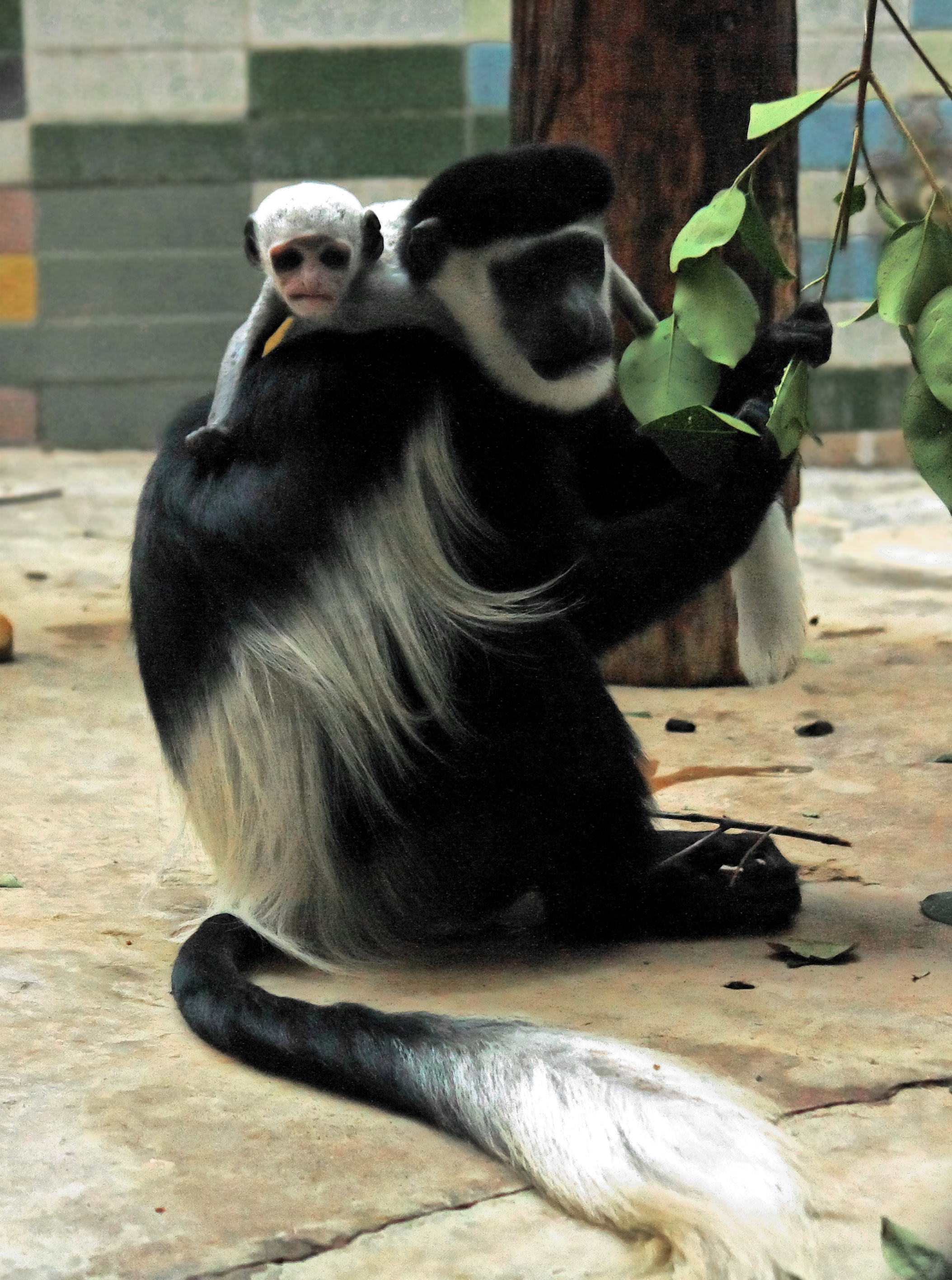
Mantelaffe im Zoo mit Jungtier

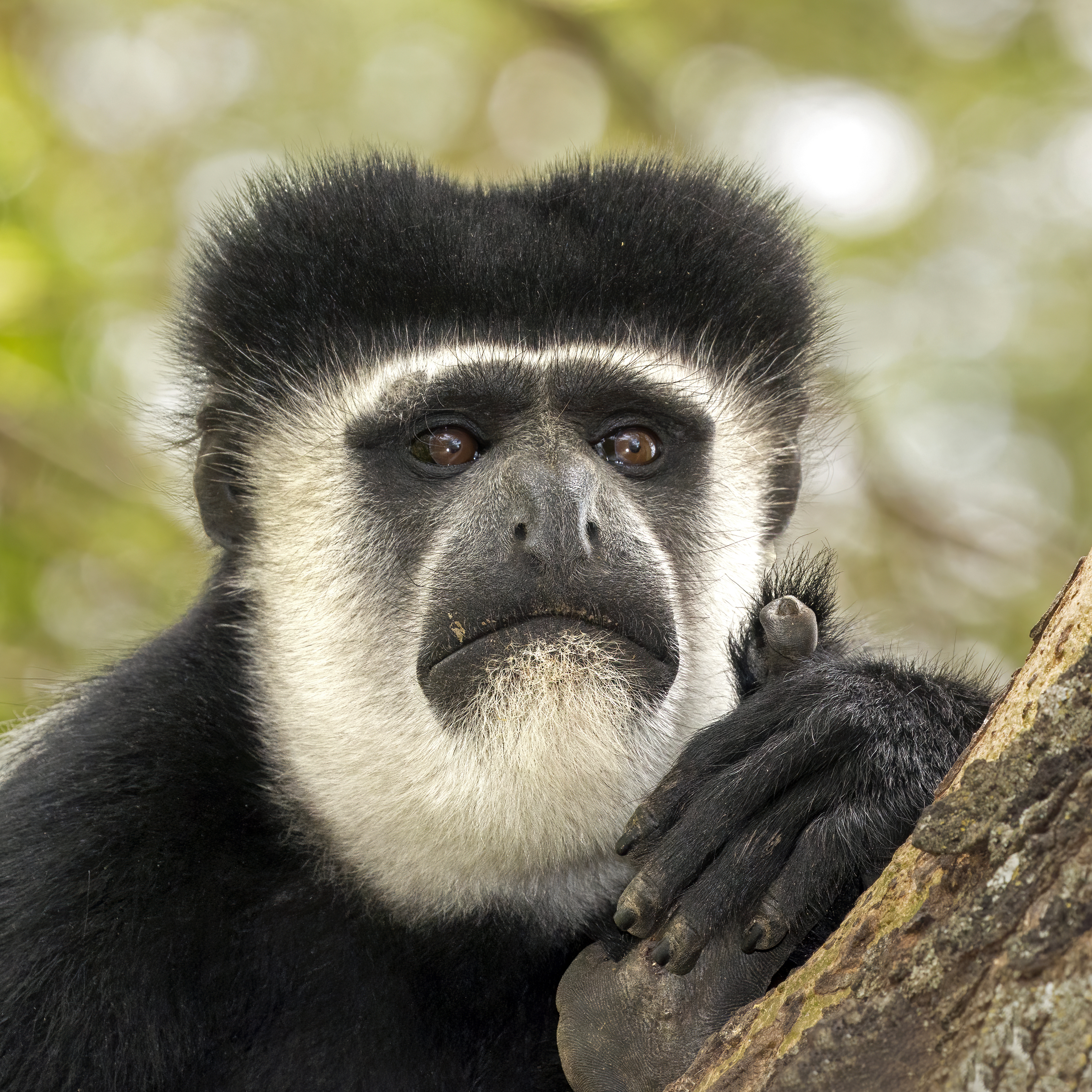
Kikuyu-Guereza (Colobus g. kikuyuensis)

Der Mantelaffe oder Guereza (Colobus guereza) ist eine Primatenart aus der Gruppe der Stummelaffen innerhalb der Familie der Meerkatzenverwandten (Cercopithecidae), die mit mehreren Unterarten in Nordost-, Ost- und Zentralafrika weit verbreitet ist.

## Beschreibung
Mantelaffen sind große, relativ schwer gebaute Tiere. Ihr Fell ist auffallend schwarz-weiß gemustert: Die Grundfärbung ist schwarz, weiß sind die Umrahmung des Gesichtes, der U-förmige lange „Mantel“ an Schultern und Rücken, die Außenseiten der Hüften sowie die buschige Schwanzquaste. Wie bei allen Stummelaffen ist der Daumen zurückgebildet, was als Anpassung an die baumbewohnende Lebensweise interpretiert wird. Das Gesicht ist grau gefärbt und unbehaart, die Nasenlöcher sind langgezogen und reichen fast bis zum Mund. Mantelaffen erreichen eine Kopf-Rumpf-Länge von 50 bis 67 Zentimeter, der buschige Schwanz wird 52 bis 90 Zentimeter lang. Das Gewicht variiert zwischen 7 und 14 Kilogramm, wobei die Männchen deutlich schwerer werden als die Weibchen.

## Verbreitung und Lebensraum
Mantelaffen sind im zentralen Afrika beheimatet, ihr Verbreitungsgebiet reicht von äußersten Osten Nigerias (Bundesstaat Taraba) bis nach Äthiopien und in den Norden von  Tansania. Ihr Habitat sind Wälder oder baumbestandene Savannen, wobei sie sowohl in tropischen Regen- als auch in trockenen und Gebirgswäldern bis über 3000 Meter Seehöhe vorkommen. Am häufigsten sind sie in Sekundärwäldern und entlang von Flüssen.

## Lebensweise
Mantelaffen sind tagaktive Tiere, die meistens auf Bäumen leben. Wenn die Bäume nicht dicht beieinander stehen, bewegen sie sich auch am Boden fort. Sie bilden Haremsgruppen von rund 8 bis 15 Tieren, die sich aus einem Männchen, zwei bis sechs Weibchen und deren Jungtieren zusammensetzen. Männchen bilden manchmal Junggesellengruppen, die aber nicht dauerhaft sind. Mantelaffen sind territoriale Tiere, eine Gruppe bewohnt ein Revier von rund 15 Hektar Größe. Durch Brüllkonzerte der Männchen machen die Gruppen aufeinander aufmerksam, nähert sich eine andere Gruppe dem eigenen Territorium, wird sie durch laute Schreie, durch aggressive Gesten wie Hüpfen und nötigenfalls durch Gewalt vertrieben. Allerdings teilen sich manchmal mehrere Gruppen eine Wasserquelle.

## Nahrung
Mantelaffen sind reine Pflanzenfresser, wobei unreife Blätter den Großteil ihrer Nahrung ausmachen. In geringem Ausmaß nehmen sie auch reife Blätter, Früchte und Knospen zu sich. Sie besitzen einen vierkammerigen Magen, wobei die oberen beiden Kammern als „Gärkammern“ mit speziellen Bakterien der Aufspaltung der Zellulose dienen; erst danach kommt die vorverdaute Nahrung in die unteren Mägen, wo sie weiter zersetzt wird. Dieses Verdauungssystem stellt eine Anpassung an die nährstoffarme Blätternahrung dar.
Zum Fressen sitzen sie auf einem Ast und ziehen die Äste mit den Händen heran. Manchmal bleibt eine Gruppe tagelang auf einem einzigen Baum.

## Fortpflanzung
In den meisten Fällen haben Mantelaffen keine feste Paarungssaison, es kann das ganze Jahr über zu Geburten kommen. In vielen Regionen sind aber die meisten Geburten zeitlich so angelegt, dass zum Zeitpunkt der Entwöhnung das größte Nahrungsangebot vorhanden ist. Nach einer rund 175-tägigen Tragzeit bringt das Weibchen meist ein einzelnes Jungtier zur Welt. Dieses ist weiß gefärbt und entwickelt erst mit einigen Monaten die typische Fellzeichnung der Erwachsenen. Es ist üblich, dass ein Weibchen sein Jungtier auch den anderen Weibchen der Gruppe überlässt, sogar das Säugen von anderen Jungen ist beobachtet worden. Die Entwöhnung erfolgt mit rund sechs Monaten.
Die Geschlechtsreife tritt bei Weibchen mit rund vier, bei Männchen mit rund sechs Jahren ein. Männliche Tiere müssen kurz vorher ihre Geburtsgruppe verlassen, während die Weibchen oft in der gleichen Gruppe bleiben.
Die Lebenserwartung beträgt in menschlicher Obhut bis zu 24 Jahren.

## Systematik

Verbreitung der Unterarten des Mantelaffen

Der Mantelaffe wurde 1835 durch den deutschen Naturwissenschaftler und Afrikaforscher Wilhelm Peter Eduard Simon Rüppell zusammen mit der Einführung der Gattung Colobus erstmals wissenschaftlich beschrieben.
Es werden sieben bis acht Unterarten unterschieden:
- Colobus guereza gallarum[5]
- Omo-Guereza (Colobus guereza guereza)
- Sudan-Guereza (Colobus guereza dodingae)
- Kikuyu-Guereza (Colobus guereza kikuyuensis)
- Mau-Forest-Guereza (Colobus guereza matschiei)
- Westafrikanischer Guereza (Colobus guereza occidentalis)
- Colobus guereza percivali
- Kilimandscharo-Guereza (Colobus guereza caudatus), hat bei der IUCN den Status einer eigenständigen Art.[6]

Im Primatenband des Handbook of the Mammals of the World werden die Unterarten anhand ihres äußeren Erscheinungsbildes in zwei Gruppen zusammengefasst. Eine östliche Gruppe mit dem Kilimandscharo-Guereza, dem Kikuyu-Guereza und C. g. percivali ist durch besonders lange Mantelhaare gekennzeichnet und hat einen Schwanz, dessen Länge in etwa der Kopf-Rumpf-Länge der Tiere entspricht und von dessen Länge zu etwa 70 % durch die ausgedehnte weiße Quaste eingenommen wird. Zur nördlichen und westliche Gruppe gehören der Omo-Guereza, der Sudan-Guereza, der Mau-Forest-Guereza, der Westafrikanische Guereza und C. g. gallarum. Bei diesen Unterarten sind die Mantelhaare kürzer und die Haare sind weniger dicht. Der Schwanz ist länger als die Kopf-Rumpf-Länge und seine weiße Quaste erstreckt sich nur über die Hälfte des Schwanzes oder sie ist noch kürzer.
Nach DNA-Vergleichen, die durch den deutschen Primatologen Dietmar Zinner und seine Mitarbeiter durchgeführt wurden, sieht die innere Systematik des Mantelaffen dagegen anders aus. Auch nach dieser Studie teilt sich der Mantelaffe in zwei Gruppen, eine mit C. g. guereza, C. g. caudatus und C. g. kikuyuensis und die zweite bestehend aus den Unterarten C. g. gallarum, C. g. occidentalis und C. g. matschiei. C. g. dodingae und  C. g. percivali wurden in dieser Studie nicht untersucht. Die zwei Kladen sollen sich schon vor 750.000 Jahren evolutionsbiologisch voneinander getrennt haben, was weit länger in der Vergangenheit liegt als die Trennung der eigenständigen Arten Weißbart-Stummelaffe (C. polykomos) und Geoffroy-Stummelaffe (C. vellerosus) vor ca. 300.000 Jahren.

## Menschen und Guereza
Die prachtvollen Guerezafelle, insbesondere der Bergformen, gelangten durch Bejagung und Handel schon in der Antike nach Europa und im Mittelalter nach Asien. Auch einige afrikanische Völker verwendeten noch in jüngerer Zeit die Felle der Affen als Schmuckelement. Zum Ausgang des 19. Jahrhunderts kamen die Felle in der westlichen Welt als Pelz in Mode. Allein für das Jahr 1892 sind für die Einfuhr auf den europäischen Markt 175.000 Felle dokumentiert. Diese Bejagungen führten zu einem Rückgang der Population. In vielen geeigneten und geschützten Gebieten gelten sie aber als häufig, insgesamt zählen sie im Gegensatz zu vielen anderen Stummelaffenarten als nicht bedroht.